# Кепек-хан
Кепек-хан (*д/н — 1326) — 13-й хан Чагатайського улусу в 1309, 1318—1326 роках.

## Життєпис

### Боротьба за владу
Походив з династії Чингізидів. Син Дуви, хана Чагатайського улусу. Замолоду брав участь у походах батька. Ймовірно був одним з темників під час військового походу проти делійського султанату. У 1308 році після смерті брата Кончека виступив проти угедеїда Талігу. Втім спочатку діяв не зовсім вдало. Втім вистояти проти останнього допомогла підтримка Чапар-хана та його родичів, нащадків хана Хайду. Зрештою було скликано курултай для вирішення питання влади. Під час нього Кепек-хан на чолі загону в 300 вершників напав на ставку Талігу, якого було вбито. Кепек-хана оголошено новим володарем Чагатайського улусу.
Новий правитель зіткнувся з намагання Чапара, його братів Янгічара і Уруса захопити владу в улусі. На допомогу ним прийшов Тюкме, онук великого кагана Ґуюка. Але у битві при Алмалика (на південь від річки Ілі) Кепек-хан завдав рішучої поразки суперникам, де загинули Урус і Янгічар. Після цього ті втекли за Ілі. Згодом Чапар перебрався до Китаю. Втім Тюкме знову виступив проти Кепек-хана, яким вдруге завдав тому поразки, в якій Тюкме загинув (за переказами від самого Кепека).

### Правління Есен-Буки
1309 або 1310 року Кепек-хан скликав курултай, на якому обрано новим ханом Чагатайського улусу його брата Есен-Буку. Кепек-хану було доручено військо. У 1312—1313 році разом з еміром Мансура очолював похід проти Держави Хулагуїдів, тоді було пограбовано Хорасан.
У 1314 році після поразки Чагатаїдів в південному Мавераннахрі Есен-Бука доручив Кепек-хану командування новим походом проти Хулагуїдів. Того ж року Кепек-хан двічі вдирався до Хорасану, захопивши Герат. У 1315 році у битві біля річки Мургабе завдав хану Олджейту рішучої поразки. В цей час отримав звістки від хана-брата про необхідність повернутися до власних володінь, оскільки виникла загроза з боку династії Юань.
Кепек-хан залишив намісником в Хорасані родичі Ясавура, а сам попрямував проти юаньського війська. У 1316 році брав участь у вирішальній битві в долині Турфана, де війська Чагатаїдів зазнали поразки від юаньців на чолі із Чжуанура. За цим східні області улусу було пограбовано.

### Володарювання
У 1318 році після смерті Есен-Буки стає новим ханом Чагатайського улусу. В своїй політиці намагався слідувати попередникові: позбавитися від залежності з боку династії Юань та розширити володіння за рахунок Держави Хулагуїдів. В останньому Кепек-хан спирався на союз з Нікудерійською ордою (в районі Кандагару).
Втім для початку вирішив зміцнити центральну владу, керованість підлеглими областями, придушити заколоти і повстання. 1318 року вимушений був боротися проти Ясавура, який повстав в Хорасані й перейшов на бік Хулагуїдів. Ця боротьба затягнулася на декілька років. Лише у червні 1320 року Кепек-хан завдав бунтівнику рішучої поразки, вбивши Ясавура.
У 1321 році провів грошову і адміністративну реформу (розтягнулася до 1325 року). Кепек-хан розділив країну на адміністративні одиниці — тумани (в Мавераннахрі) та орчіни (в Кашгарії, східних областях улусу) за керуванням монгольських нойонів, які мали прибувати до Мавераннахру із ханом. Водночас було ліквідовано права місцевих правителів — маліков і садрів. Кожен туман (орчін), при необхідності, повинен був зібрати 10 тисяч воїнів серед місцевих мешканців.
Він став першим ханом, який карбував єдину монету (динар у 14 г і дірхем у 8 г срібла) для всієї держави з власним ім'ям. Вони дістали назву кебеки. Монетні двори розміщувалися в Самарканді, Бухарі, Термезі. Він намагався відновити міське життя, налагодити хліборобське господарство і торгівлю.
Водночас опікувався розбудовою міст. Переніс столицю держави до місто Несеб (сучасний Нахшеб), поруч з яким звів в долині Кашкадар'ї палац Карші (в подальшому навколо нього утворилося окреме місто). Залишаючись шаманістом, надавав підтримку мусульманам.
складна економічна ситуація, заколоти початку панування змусили Кепек-хана відмовитися від активної зовнішньої політики. У 1323 році встановив дружні стосунки з юаньським імператором Єсун-Темуром, одружившись з двома його родичками. Водночас визнав зверхність династію Юань.
Кепек-хан загинув в результаті змови у 1326 році. Йому спадкував брат Ільчиґідай.